# Jocs Panafricans de 2007
Els Jocs Panafricans de 2007 van ser la novena edició dels Jocs Panafricans i es van celebrar entre l'11 de juliol de 2007 i el 23 de juliol de 2007 a Alger, Algèria.

## Esports
| - Atletisme - Bàdminton - Basquetbol - Boxa - Ciclisme - Escacs - Esgrima - Futbol |  | - Gimnàstica - Halterofília - Handbol - Hípica - Judo - Karate - Kick-boxing - Natació |  | - Rem - Lluita - Taekwondo - Tennis - Tennis de taula - Tir olímpic - Vela esportiva - Voleibol |

Esports paralímpics: 
- Atletisme
- Basquetbol
- Golbol

## Desenvolupament
Tres disciplines, beisbol, softbol i Hoquei herba foren eliminats pels organitzadors, ja que són esports amb poca pràctica a Algèria i no existien bones istal·lacions per la seva pràctica. La competició d'hoquei havia d'haver estat classificatòria per als Jocs Olímpics de Pequín 2008 i per aquest motiu, la Federació d'Hoquei d'Àfrica organitzà una competició separada a Nairobi, Kenya, de forma simultània als Jocs.
El waterpolo tampoc es disputà per la falta d'equips. També havia d'haver estat classificatòria per als Jocs Olímpics.

## Medaller
País amfitrió en negreta.
| Medaller dels Jocs Panafricans de 1999 | Medaller dels Jocs Panafricans de 1999 | Medaller dels Jocs Panafricans de 1999 | Medaller dels Jocs Panafricans de 1999 | Medaller dels Jocs Panafricans de 1999 | Medaller dels Jocs Panafricans de 1999 |
| -------------------------------------- | -------------------------------------- | -------------------------------------- | -------------------------------------- | -------------------------------------- | -------------------------------------- |
| Posició                                | País                                   | Or                                     | Argent                                 | Bronze                                 | Total                                  |
| 1                                      | Egipte                                 | 74                                     | 62                                     | 63                                     | 199                                    |
| 2                                      | Algèria                                | 70                                     | 58                                     | 77                                     | 205                                    |
| 3                                      | Sud-àfrica                             | 61                                     | 66                                     | 53                                     | 180                                    |
| 4                                      | Nigèria                                | 50                                     | 55                                     | 54                                     | 159                                    |
| 5                                      | Tunísia                                | 48                                     | 41                                     | 58                                     | 147                                    |
| 6                                      | Kenya                                  | 13                                     | 15                                     | 10                                     | 38                                     |
| 7                                      | Senegal                                | 8                                      | 12                                     | 26                                     | 46                                     |
| 8                                      | Zimbàbue                               | 7                                      | 8                                      | 8                                      | 23                                     |
| 9                                      | Botswana                               | 6                                      | 2                                      | 5                                      | 13                                     |
| 10                                     | Camerun                                | 4                                      | 6                                      | 17                                     | 27                                     |
| 11                                     | Etiòpia                                | 4                                      | 5                                      | 10                                     | 19                                     |
| 12                                     | Angola                                 | 4                                      | 1                                      | 7                                      | 12                                     |
| 13                                     | Líbia                                  | 4                                      | 5                                      | 10                                     | 19                                     |
| 14                                     | Ghana                                  | 3                                      | 10                                     | 12                                     | 25                                     |
| 15                                     | Eritrea                                | 3                                      | 1                                      | 2                                      | 6                                      |
| 16                                     | Sudan                                  | 3                                      | 0                                      | 1                                      | 4                                      |
| 17                                     | Seychelles                             | 3                                      | 6                                      | 1                                      | 11                                     |
| 18                                     | República Democràtica del Congo        | 2                                      | 2                                      | 1                                      | 5                                      |
| 19                                     | Zàmbia                                 | 1                                      | 2                                      | 6                                      | 9                                      |
| 20                                     | Gàmbia                                 | 2                                      | 1                                      | 3                                      | 6                                      |
| 21                                     | Lesotho                                | 1                                      | 1                                      | 2                                      | 4                                      |
| 22                                     | Mali                                   | 1                                      | 0                                      | 3                                      | 4                                      |
| 23                                     | Uganda                                 | 1                                      | 0                                      | 1                                      | 2                                      |
| 24                                     | Moçambic                               | 1                                      | 0                                      | 0                                      | 1                                      |
| 25                                     | Costa d'Ivori                          | 0                                      | 3                                      | 12                                     | 15                                     |
| 26                                     | Burkina Faso                           | 0                                      | 2                                      | 1                                      | 3                                      |
| 27                                     | Congo                                  | 0                                      | 1                                      | 3                                      | 4                                      |
| 27                                     | Madagascar                             | 0                                      | 1                                      | 3                                      | 4                                      |
| 29                                     | Guinea                                 | 0                                      | 1                                      | 2                                      | 3                                      |
| 29                                     | Malawi                                 | 0                                      | 1                                      | 2                                      | 3                                      |
| 31                                     | Namíbia                                | 0                                      | 1                                      | 1                                      | 2                                      |
| 32                                     | São Tomé i Príncipe                    | 0                                      | 1                                      | 0                                      | 1                                      |
| 33                                     | Tanzània                               | 0                                      | 1                                      | 0                                      | 1                                      |
| 34                                     | Benín                                  | 0                                      | 0                                      | 4                                      | 4                                      |
| 35                                     | Guinea Bissau                          | 0                                      | 0                                      | 3                                      | 3                                      |
| 36                                     | República Centreafricana               | 0                                      | 0                                      | 1                                      | 1                                      |
| 36                                     | Togo                                   | 0                                      | 0                                      | 1                                      | 1                                      |